# النساء والأطفال أولا

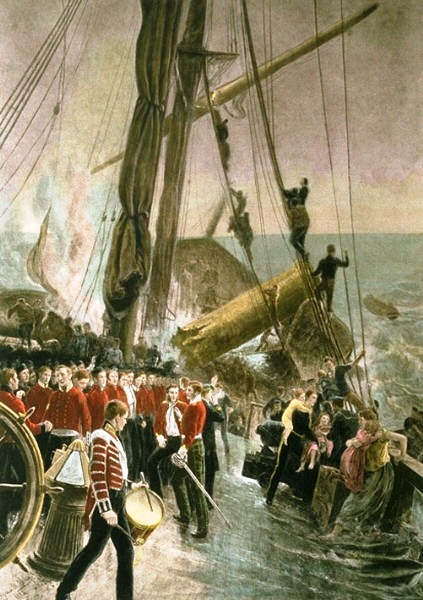
لوحة توماس هيمي الشهيرة (حوالي 1892) من الجنود يقفون بسرعة على سفينتى بيركينهيد بينما تتجه النساء والأطفال خارج في قارب نجاة في الخلفية

«النساء والأطفال أولا»(أو إلى حد أقل، حفر بيركينهيد[2]) هو رمز تاريخي للسلوك حيث كانت يتم حفظ حياة النساء والأطفال أولا في حالة إذا كانت حياتهم مهددة بالخطر (عند إخلاء السفن، في حال كانت موارد البقاء على قيد الحياة محدودة مثل: قوارب النجاة).
في حين أول ظهور للعبارة كان في 1860 في رواية هارينغتون: قصة حب حقيقي، من قبل ويليام دوغلاس أوكونور، حدث أول تطبيق موثق من «النساء والأطفال أولا» خلال عملية الإخلاء سنة 1852 من سفينة الجند البحرية الملكية HMS بيركينهيد. ومع ذلك، يرتبط أشهرها مع غرق تيتانيك في عام 1912.
ونتيجة لمدونة قواعد السلوك، «النساء والأطفال أولا» لا أساس له في القانون البحري، وفقا لجامعة غرينتش إخلاء الكارثة يقول الخبير البروفيسور إد جاليا، في الإجلاء في العصر الحديث الناس عادة تقوم بـ«مساعدة الأكثر ضعفاً لمغادرة الساحة في البداية. وليست بالضرورة أن تكون امرأة، ولكن من المرجح أن يكون الجرحى وكبار السن والأطفال الصغار.»[5]
وعلاوة على ذلك، تشير نتائج دراسة أجرتها جامعة أوبسالا في 2012 أن تطبيق «النساء والأطفال أولا» قد يكون، في الممارسة العملية، استثناءاً وليس قاعدة.[6]

## التاريخ

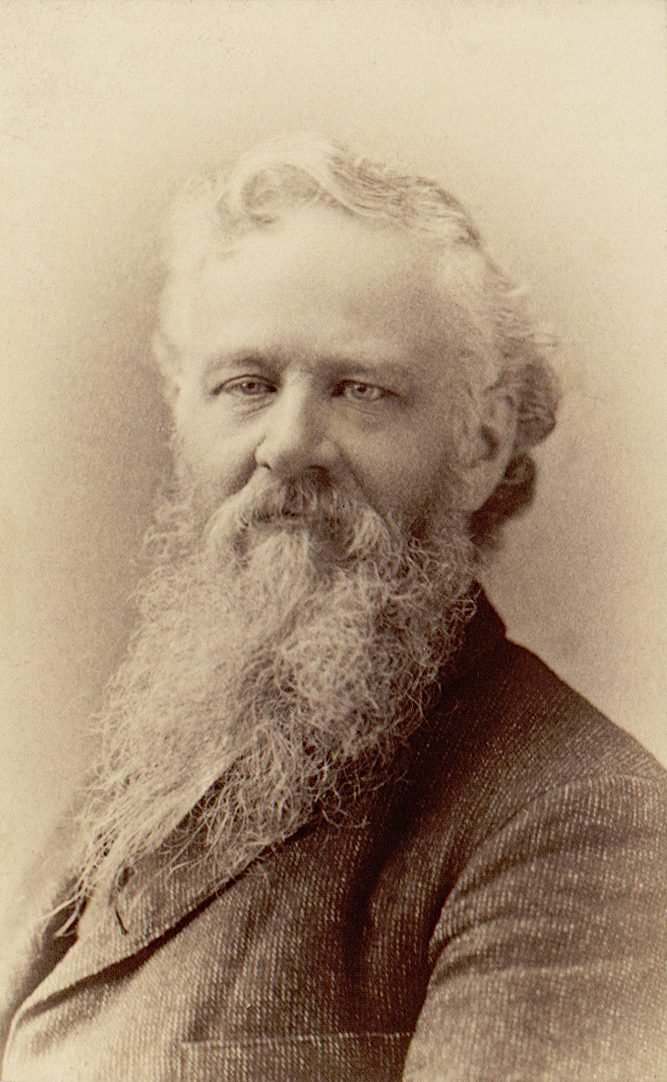
الروائي وليام دوغلاس أوكونور

أول ظهور معروف لعبارة «النساء والأطفال أولا» وقعت في وجداني 1860 رواية هارينغتون: قصة الحب الحقيقي، خلال سرد وفاة والد (الكابتن هارينغتون) المسمى (جون هارينغتون). وتوضح وفاة الكابتن هارينغتون الخيالية ليس فقط مفهوم «النساء والأطفال أولا» ولكن أيضا أن «الكابتن يغرق مع سفينته».
خلال القرن التاسع عشر وأوائل القرن العشرين، كانت السفن عادة لا تحمل قوارب نجاة كافية لانقاذ جميع الركاب والطاقم في حالة وقوع كارثة. وقال جورج شو لوفيفر هذه الجملة في عام 1870 رداً على سؤال مجلس العموم حول غرق الباخرة الدولابية نورماندي.
وفي مطلع القرن العشرين، كانت السفن أكبر مما يتسع للمزيد من الناس، ولكن اللوائح عموماً لا تزال غير كافية لإنقاذ جميع الركاب: على سبيل المثال التشريعات البريطانية بشأن عدد قوارب النجاة وكانت تقوم على أساس حمولة السفينة وشملت فقط سفن «10,000 طن إجمالي وأكثر». وكانت النتيجة أن الغرق عادة ما ينطوي على معضلة أخلاقية للركاب وطاقم السفينة على من يجب أن يتم إنقاذه أولاً بقوارب النجاة المتاحة المحدودة.
مصطلح النساء والأطفال أولاً ظهر لأول مرة في إجراءات الشهامة من الجنود أثناء غرق سفينة الجند البحرية الملكية HMS بيركينهيد في عام 1852 بعد أن ضربت الصخور. أمر الكابتن روبرت سالموند RN العقيد سيتون بإرسال الرجال إلى سلسلة المضخات. وجه ستين رجلا لهذه المهمة، وكلف ستين آخرين ليتناولوا قوارب النجاة، وتوجه الباقي إلى مؤخرة السفينة من أجل رفع الجزء الأمامي من السفينة. وضعت النساء والأطفال في قاطع السفينة، الذي بقع إلى الجانب. وقد أحيا ذكرى الغرق في الصحف واللوحات في ذلك الوقت، وفي قصائد مثل قصيدة روديارد كيبلينغ عام 1893 «جندي وبحار أيضاً».

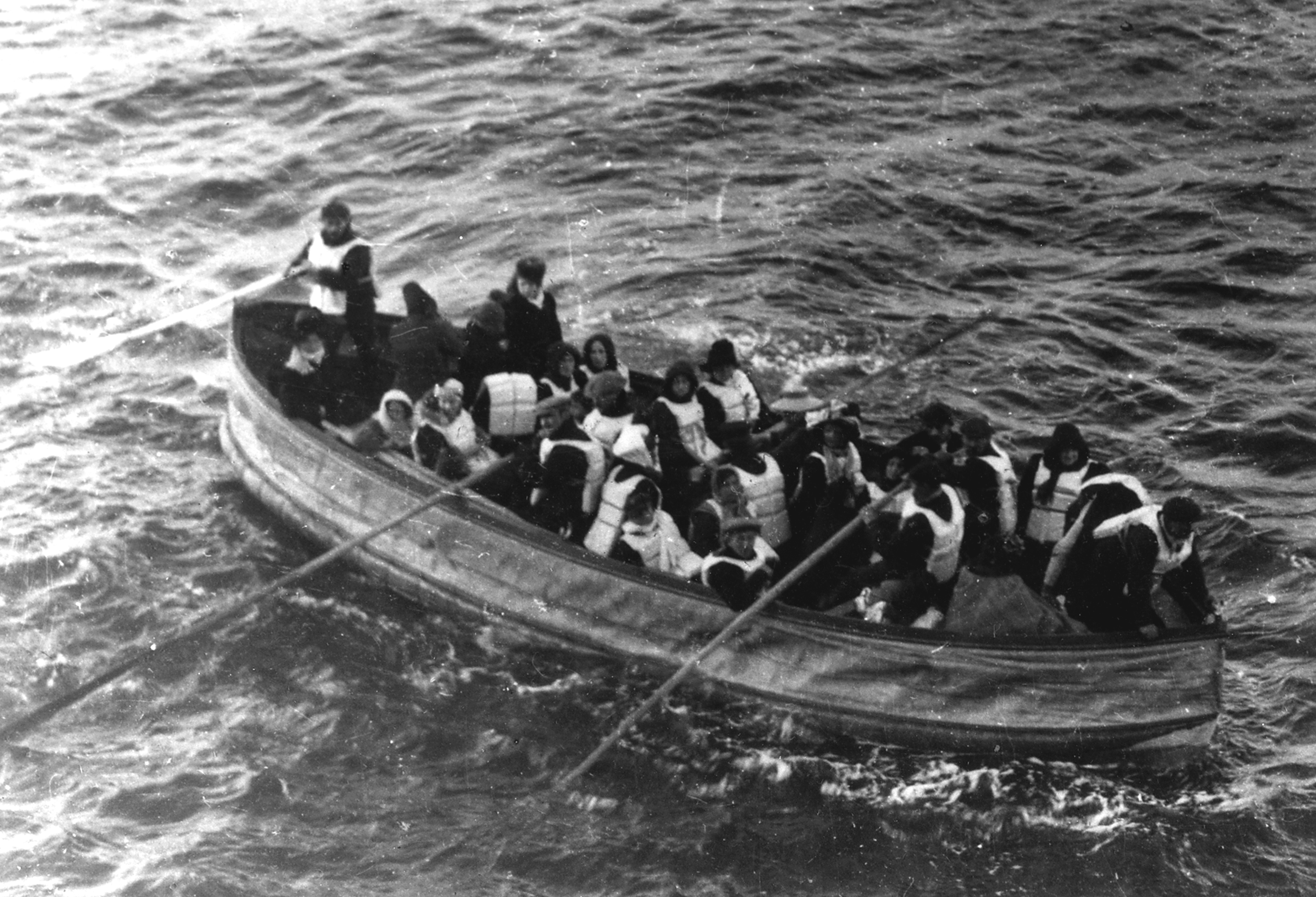
الناجين من تيتانيك على متن قارب نجاة قابل للطي.

شعبية العبارة جائت عن طريق استخدامها على تيتانيك. اقترح الضابط الثاني إلى الكابتن سميث، «أليس من الأفضل وضع النساء والأطفال داخل الزوارق، يا سيدي؟»، ورد عليه القبطان: «ضع النساء والأطفال وإدفعهم بعيداً».
فسر ضباط الأولى والثانية الإخلاء بشكل مختلف؛ أخذت واحدة على أنها تعني النساء والأطفال أولاً، في حين أخذ البعض على أنها تعني النساء والأطفال فقط. وبالتالي أحد الضباط كان ينزل قارب نجاة مع مقاعد فارغة إذا لم يكن هناك نساء اوأطفال ينتظرون الصعود، في حين سمح البعض لعدد محدود من الرجال بالصعود إذا كانت جميع النساء والأطفال المجاورين قد صعدوا القارب.
ونتيجة لذلك، تم إنقاذ 74٪ من النساء و52٪ من الأطفال على متن السفينة، و20٪ فقط من الرجال. أساء بعض الضباط على السفينة تايتانيك تفسير الأمر من الكابتن سميث، وحاولوا منع الرجال من الصعود إلى قوارب النجاة. كان المقصود به أن النساء والأطفال أن يكونوا أول من يصعد قوارب النجاة، وأي مساحة حرة متبقية تكون للرجال. لأنه لم يتم انقاذ كل النساء والأطفال على تيتانيك، وعدد قليل من الرجال الذين نجوا، منهم ضابط وايت ستار ج. بروس إيسمي، وقد وصفوا في البداية على أنهم جبناء.
لا يوجد أي أساس قانوني لبروتوكول النساء والأطفال أولا في القانون الدولي البحري، وفقاً للوائح المنظمة البحرية الدولية، فان السفن لديها 30 دقيقة لتحميل جميع الركاب إلى قوارب النجاة ودفع القوارب بعيدا.
حدث تطبيق أحدث من «النساء والأطفال أولا» في مارس 2011، عندما تمزق مطعم عائم في كوفينجتون، كنتاكي، من المراسي، تقطع السبل بـ 83 شخصا على نهر أوهايو. وتم انقاذ النساء أولا. لم تكن هناك إصابات من كلا الجنسين.

## الهوامش
1. ↑  Rudyard Kipling (2005).
2. ↑  "Women and Children First".  نسخة محفوظة 30 يناير 2018 على موقع واي باك مشين.
3. ↑  O’Connor (1860), pp. 187-188
4. ↑  The Parliamentary debates (Authorized edition), Volume 200, 21 March 1870, pp. 323–324 H. M. Stationery Office, 1870 نسخة محفوظة 27 يونيو 2014 على موقع واي باك مشين.
5. ↑  Kingston, William Henry Giles (1899).
6. ↑  "The Wreck of HM Steamer "Birkenhead" – 26 Feb 1852".  نسخة محفوظة 05 أغسطس 2013 على موقع واي باك مشين.
7. ↑  Marshall 2004، صفحة ?.
8. ↑  Lord 2005، صفحة 37.
9. ↑  Barczewski 2006، صفحة 21.
10. ↑  Anesi, Chuck.
11. ↑  Lord 1997، صفحة 63.
12. ↑  Ballard 1987، صفحة 87.
13. ↑  Benedict & Gardner 2000، صفحة 204.
14. ↑  Castella 2012.
15. ↑  "Cris Collinsworth among 83 rescued".  نسخة محفوظة 05 ديسمبر 2014 على موقع واي باك مشين.

## وصلات خارجية
- Titanic - Women and Children first